# Phrissomini
Tribu
Les Phrissomini sont une petite tribu de Coléoptères cérambycidés de la sous-famille des Lamiinae. Ses espèces sont aptères et la plupart répandues en Afrique, mais quelques-unes se trouvent dans le bassin méditerranéen et en Asie.

## Morphologie

### Adulte

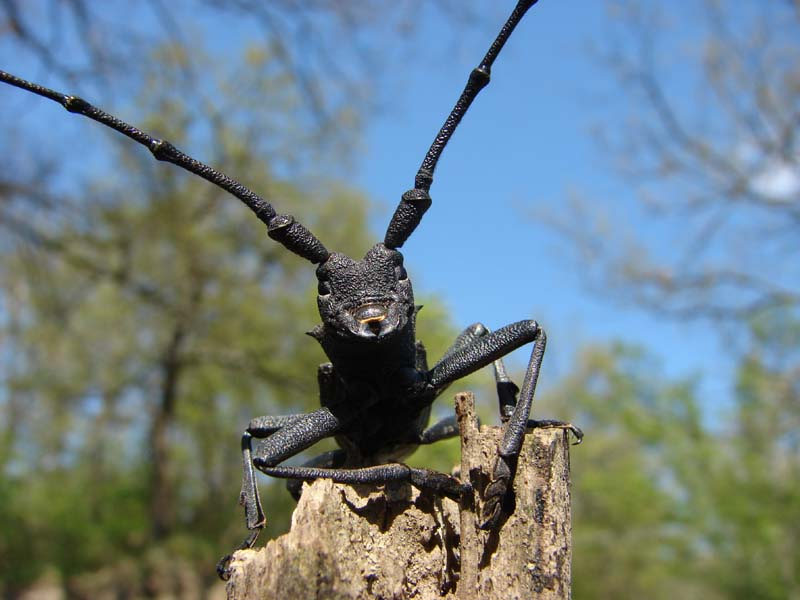
Morimus asper

Les Phrissomini présentent toutes les caractéristiques morphologiques des Lamiini, mais ils en diffèrent pour l'aptérisme des ailes postérieures membraneuses. Les élytres sont raccourcis, soudés le long de la suture en formant une coquille très résistante. Les couleurs prédominantes sont le brun et le noir mat, et souvent les adultes sont aussi incrustés de terre.

### Larve
La larve des Phrissomini, blanche et charnue, avec la tête sclérifiée et allongée, ne présente aucune caractéristique qui la rende différente de celle des Lamiini.

## Systématique
La tribu Phrissomini a été décrite par l'entomologiste suédois Thomson en 1860

### Débat
Le seul aptérisme n'a pas semblé à certains auteurs un caractère suffisant pour justifier la formation d'une tribu.
En plus, le fait que l'aptèrisme se soit développé de façon indépendante dans plusieurs autres groupes de Cerambycoidea ou en général de coléoptères,  pourrait indiquer que les Phrissomini sont en réalité une tribu polyphylétique.
C'est pourquoi certains spécialistes considèrent les Phrissomini seulement comme des Lamiini avec des adaptations spéciales dues à l'habitat.

### Liste des genres présents en France
Les Phrissomini français ne comprennent que deux genres avec une espèce chacun, :
- genre Morimus Brullé, 1832
  - Morimus asper (Sulzer, 1776) - le Morime rugueux
- genre Herophila Mulsant, 1862
  - Herophila tristis (Linné, 1767)